# Tingandé

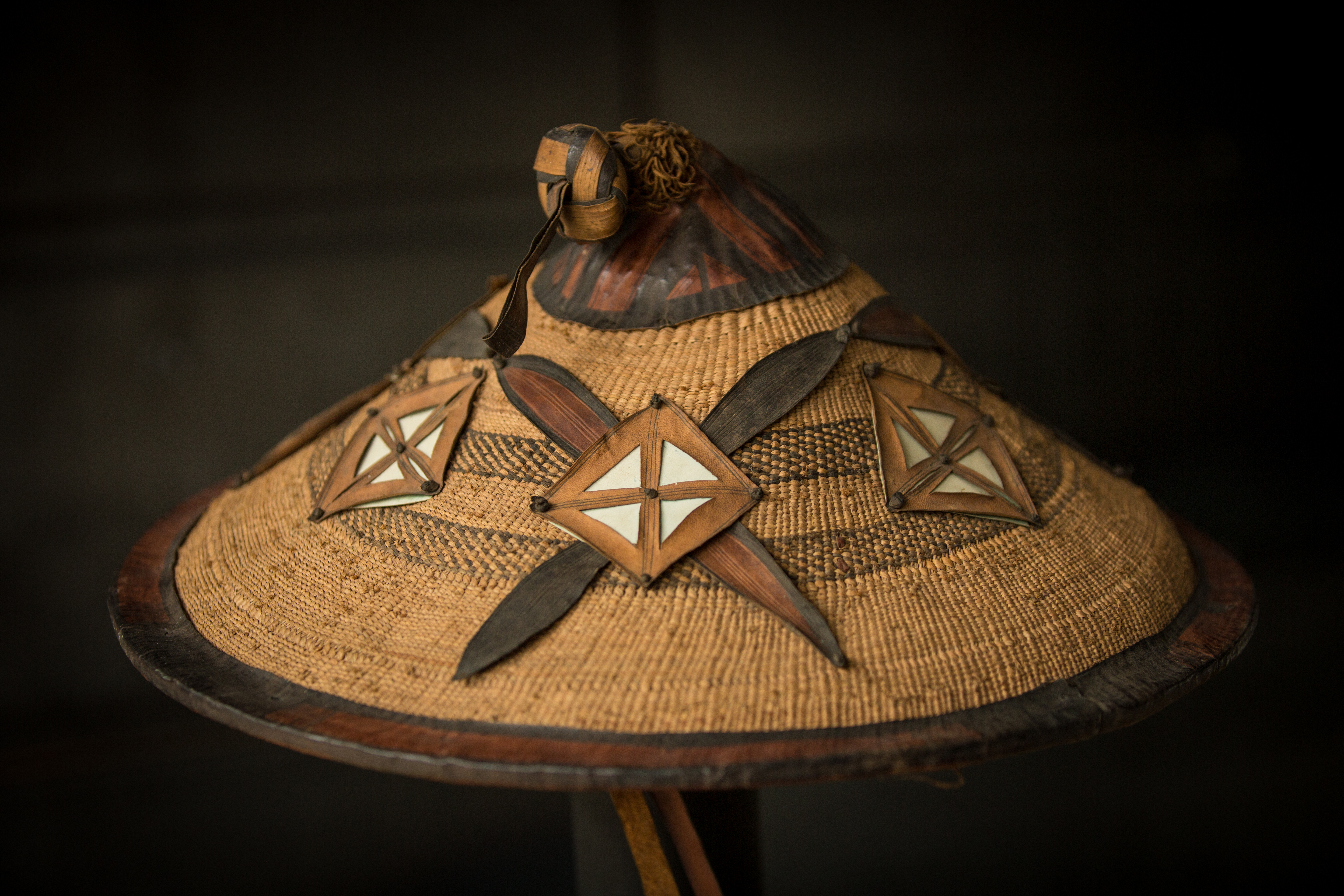
Chapeau de berger Peul, conservé à l'Institut d'ethnologie de Strasbourg.

Le tingandé est un chapeau de paille conique fait de paille de feuilles de bananier séchés, sur lesquels on trouve souvent des pièces de cuir, porté par le peuple peul, vivant en Afrique de l'Ouest.

## Histoire
Il serait originaire de Halwar, dans le Fouta, au nord du Sénégal. Il était confectionné par les disciple de cheikh Oumar Tall, guide religieux et fondateur de l’empire toucouleur. On dit que ce musulman portait ce chapeau lorsqu’il était sur le chemin du jihad. Il est aujourd'hui porté par les chefs locaux lorsqu'il partent au champs.

## Description et utilisation aujourd'hui
Il est surtout porter par les bergers, caravaniers et nomades au Sahel. Son diamètre de à 40 à 60 cm et peut peser jusqu'à 1 Kg environ, permet de faire de l'ombre à une large partie du corps. Il comporte différentes parties en cuir, teinté en rouge ou chocolat, dont notamment une, à son sommet. Une corde en cuir permet, accroché aux côtés du chapeau de le maintenir depuis le dessous du menton. La corde peut servir à suspendre le chapeau au cou du porteur.